# Kanshu Sunadomari
Kanshu Sunadomari (砂泊 諴秀; 1923. – 13. listopada 2010.), japanski majstor borilačkih vještina. Izravni je učenik Moriheija Ueshibe. Nositelj je 9. Dana u aikidu. Osnivač je škole Manseikan aikido.

## Životopis
Kanshu Sunadomari je rođen u kobuke prefekturi Kagoshima na otoku Kikaiga-shima (ili Kikaijima) u Japanu. U tinejdžerskim godinama postao je uchi deshi Moriheija Ueshibe. Njegovo naukovanje pod vodstvom osnivača odvijalo se tijekom Drugog svjetskog rata, a također je kratko vrijeme proveo u Hombu Dojo-u nakon rata. Dana 23. listopada 1953. održao je prvu javnu demonstraciju aikida u Kyūshū-u. U siječnju 1954. godine otvorio je Manseikan dojo u prostorijama svetišta Tettori gradu Kumamoto. Njegov se aikido proširio po Kyushuu u gradove poput Fukuoka, Kagoshima, Nagasakija i Miyazakija. Tijekom tog vremena, broj njegovih aikidoka popeo se na preko 20.000, a preko 3.000 ljudi doseglo je razinu crnog pojasa.
Godine 1961. godine, u dobi od 38 godina, Sunadomari je dobio 9. Dana. Sunadomari dolazi iz obitelji pobožnih vjernika religije Ōmoto-kyo, sekte na kojoj je Morihei Ueshiba temeljio duhovne podloge aikida, a obitelj Sunadomari održavala je blisku vezu s osnivačem do njegove smrti. Kanemoto Sunadomari (stariji brat Kanshu-a) vježbao je kod O-Senseija početkom 1930-ih i objavio prvu biografiju Utemeljitelja 1969. godine pod nazivom Aikido Kaiso Morihei Ueshiba. Kasnije je objavljena novija verzija ove knjige pod naslovom Bu no Shinjin. Fukiko (Mitsue) Sunadomari (starija sestra Kanshu-a) bila je bliska osobna povjerenica O-Senseija do njegove smrti.
Nakon Ueshibine smrti 1969. godine, Sunadomari je osnovao svoj vlastiti neovisni stil u gradu Kumamoto i započeo svoje daljnje proučavanje duha aikida. Godine 1999. preimenovao je svoj stil u Aiki Manseido (合氣万生道) koji je simbolizirao njegovo uvjerenje da pomaže širenju svjetskog mira prenoseći duh O-Senseija širom svijeta fizičkom tehnikom. Manseido se prevodi kao "način davanja života svim stvarima" ili "put za sve ljude". 
Dana 11. siječnja 2008. godine, Sunadomari se odlučio vratiti imenu Manseikan aikido (万生館 合氣道) kako bi odao počast O-Senseiju i ponovno naglasio posvećenost svoje organizacije proučavanju i očitovanju filozofije Utemeljitelja aikida.

## Djela
- Enlightenment Through Aikido (2004)

## Vanjske povezice
- English website of Manseikan Aikidō
- Description of Enlightenment through Aikido by Aikido Journal website